# Комин, Уильям
Уи́льям Ко́мин (англ. William Cumin; умер около 1160) — англо-шотландский церковный и государственный деятель, канцлер Шотландии в 1136—1141 годах, епископ Дарема в 1141—1143 годах. Минимум с 1121 года Уильям служил в канцелярии при дворе английского короля Генриха I. Позже он, судя по всему, вслед за своим покровителем, Джеффри Руфусом, ставшим епископом Дарема, перебрался в его епархию. В 1136 году Уильям оказался при дворе шотландского короля Давида I, назначившего его канцлером. В 1138 году он участвовал в неудачном походе шотландцев в Северную Англию и после их разгрома в битве штандартов попал в плен, но достаточно быстро был освобождён.
После смерти Джеффри Руфуса в 1141 году, при поддержке Давида I Шотландского, Уильям предпринял авантюрную попытку узурпировать для себя Даремскую епархию, но столкнулся с противодействием даремских монахов, папский легат отказался утвердить его избрание. В 1143 году прошли канонические выборы в епархии, но Комин отказался впускать в Дарем избранного епископом Уильяма де Сент-Барба. Только в 1144 году он согласился отказаться от своих претензий — в обмен на земельные пожалования для его племянника Ричарда. Позже ему, благодаря поддержке архиепископа Кентерберийского Теобальда, были возвращены бенефиции в Англии.
Благодаря благосклонности шотландской королевской семьи, Уильям смог обеспечить светское состояние своему племяннику Ричарду в Тайндейле (Нортамберленд) и южной Шотландии, ставшее основой для возвышения рода Коминов в Шотландском королевстве.

## Происхождение
Уильям происходил из шотландского рода Комин. По традиционной версии, изложенной в «The Scots Peerage» указывается, что Уильям Комин был одним из сыновей фламандца Роберта де Комина, который принимал участие в нормандском завоевании Англии и был назначен в 1068 году ставшим королём Вильгельмом I Завоевателем графом Нортумбрии, но уже в январе 1069 года погиб в Дареме от рук восставших против нормандцев нортумбрийцев. Однако документально это происхождение не подтверждается. Автором этой версии, по мнению ряда исследователей, была М. Е. Камминг-Брюс, которая выпустила в 1870 году работу «Family records of the Bruces and the Cumyns». Пытаясь проследить происхождение своих предков, она попыталась возвеличить их, дав им подходящее дворянское происхождение без глубокого исследования. В итоге Камминг-Брюс без каких-то на то оснований указала Уильяма Комина сыном Роберта де Комина, а самого Роберта указала потомком франкского императора Карла Великого.
Исследователь Арчибальд Лори называет Уильяма Комина «священником неизвестного или среднего происхождения», однако, с ним не соглашается историк Алан Янг, указавший, что вряд ли на должность клерка королевской канцелярии, которая могла стать начальной ступенью для карьеры при королевском дворе, могли взять человека низкого происхождения. Он указывает, что один из Коминов около 1175 года владел землёй около Руана. При этом Янг предполагает, что прозвание «Комин», скорее всего, в отличие от представителей ряда других англонормандских родов вроде Брюсов, Баллиолов и Морвилей, ставших во время правления Давида I «новой аристократией» в Шотландском королевстве, не связано с какой-то территорией. В настоящее время считается, что шотландские Комины — родственники ряда семей нормандских клерков, которые имели связи с кафедральными городами Байё и Руан. Несколько представителей этих родов упоминаются в канцеляриях английских королей Генриха I и Генриха II. В частности, из подобной семьи происходил Джон Комин — видный администратор Генриха II, ставший в 1181 году архиепископом Дублина. Вероятно, что Комины принадлежали к классу людей, которых историк Льюис Лойд называл не имевшими значения в Нормандии, но добившихся его в Англии.

## Ранняя карьера
Впервые в источниках имя Уильяма Комина появляется в 1121 году, когда он засвидетельствовал хартию канцлера Англии Ранульфа Фламбарда. Согласно «Хронике» Симеона Даремского, он с подросткового возраста находился в английской канцелярии под опекой Джеффри Руфуса (умер в 1141). Хотя историк Джеффри Скаммел высказывал предположение, что Уильям был родственником Руфуса, каких-то доказательств подобного не существует. Историк Алан Янг считает, что Комин просто был протеже Джеффри Руфуса, который в 1123 году стал канцлером Англии, занимая этот пост до 1133 года. В этот период имя Уильяма всё чаще появляется в качестве свидетеля различных хартий, обычно сразу после имени покровителя. Судя по всему, карьера Комина, который после 1125 года упоминается как архидиакон Вустера, продвигалась вместе с карьерой его покровителя. Вполне вероятно, что, став в 1133 году епископом Дарема, Джеффри взял с собой и Уильяма. Судя по всему, в Дареме Комин сблизился с шотландским королём Давидом I, который около 1136 года сделал Уильяма канцлером своего королевства.
В отличие от большинства представителей ряда других англонормандских родов вроде Брюсов и Морвилей, возвысившихся в Шотландии во время правления Давида I, Комины не владели крупными поместьями в Нормандии или Северной Франции. Поэтому, опираясь на своё положение при дворе шотландского короля, Уильям стремился обеспечить светское состояние своей семьи, что позволило ей закрепиться в Шотландском королевстве. Уже к 1140 году при дворе Давида I обосновались двое его племянников. «Хроника» Симеона Даремского описывает одного из них, Уильяма, как «опытного молодого рыцаря, обученного искусству ведения войны и управления». Другой племянник, Осберт, находился на службе у Генриха Хантингдонского, графа Нортумберленда, сына Давида I.
В 1136—1140 годах Уильям был частым свидетелем хартий Давида I и его сына Генриха Хантингдонского. Кроме того, он активно участвовал в политике Давида I, пытавшегося присоединить к Шотландскому королевству северные английские графства и поддерживавшего императрицу Матильду (дочь покойного Генриха I) в гражданской войне против Стефана Блуаского. В 1138 году Уильям принял участие во вторжении шотландского короля в Северную Англию и был взят в плен после поражения шотландцев в битве штандартов, но 22 августа его освободили по настоянию папского легата, Альбериха Остийского. В сентябре он вернулся в Шотландию.

## Попытка узурпации Даремской епархии
В 1141 году Уильям предпринял хорошо соответствовавшую политике Давида I в Северной Англии амбициозную попытку узурпировать Даремскую епархию. Шотландский король по Второму Даремскому договору 1139 года контролировал графства Камберленд и Нортумберленд, а его сын Генрих носил титулы графа Нортумберленда и Хантингдона. Однако земли между реками Туид и Тайн, составлявшие графство Дарем, находились в подчинении епископов Дарема. Благодаря королевским привилегиям и льготам, епископы со времён нормандского завоевания были могущественными правителями, а их резиденция, Даремский замок, была практически неприступной крепостью. Важное стратегическое положение Дарема было серьёзным камнем преткновения для притязаний Давида I на Северную Англию. Его попытка склонить Джеффри Руфуса на свою сторону в 1138 году успехом не увенчалась, ибо епископ сохранил верность королю Стефану. Судя по дальнейшим событиям, шотландский король желал воспользоваться слабостью Стефана, чтобы взять под контроль не только Нортумберленд, но и всю Англию к северу от Тиса и холмов Уэстморленда. Но для удовлетворения этих амбиций необходим был контроль над Даремской епархией.
Даремские хронисты изображали Уильяма в качестве независимого авантюриста. Мнения же историков на этот счёт расходятся. Часть исследователей считают Комина простым орудием шотландского короля, использованного им для удовлетворения своих территориальных претензий. Другие же указывают на то, что хотя первоначально Уильям был скорее королевским агентом, чем независимым авантюристом, в дальнейшем он проявил готовность сражаться за Даремскую епархию в одиночку, поэтому нельзя недооценивать его личные амбиции и желание создать состояние для своей семьи.
О попытке узурпации Уильямом епископской должности сообщают современные ему хронисты — неизвестный по имени продолжатель «Хроники» Симеона Даремского, Иоанн Гексемский и Лоуренс Даремский, но нужно учитывать, что они не были беспристрастными писателями. В частности, Лоуренс Даремский был стойким противником Комина и был изгнан из Даремского монастыря при захвате тем власти.
В конце 1140 или минимум до пасхи 1141 года Комин гостил у своего бывшего покровителя, Джеффри Руфуса, который в этот период болел. По словам продолжателя «Хроники» Симеона Даремского, Уильям, ощущая близость смерти епископа, решил обеспечить себе наследование в епархии. Для этого он в первую очередь расположил к себе епископских капелланов и хранителей Даремского замка, заставив последних поклясться в том, что они передадут замок в его руки после смерти Руфуса. Этот заговор держался в секрете в первую очередь от настоятеля Даремского монастыря и архидиаконов, которые должны были управлять епархией, пока пост епископа был вакантен. Дальше Комин уехал в Шотландию, чтобы заручиться поддержкой Давида I. Своих же сторонников он просил о том, чтобы те в случае если Руфус умрёт до его возвращения, сохранили информацию о его смерти в тайне. Епископ умер 6 мая, когда Уильям отсутствовал. Тело епископа было выпотрошено и помещено в соль, а чтобы сохранить его смерть в тайне, доступ в замок был прекращён даже для настоятеля и архидиаконов. Скрывать информацию о смерти Руфуса удавалось 3 дня, после чего о ней начали распространяться слухи. И тогда тело епископа было захоронено, как будто он умер только что.
Уильям, заручившийся к тому моменту поддержкой шотландского короля, прибыл в Дарем на следующий день и взял на себя управление епископской кафедрой. Стремясь превратить временное управление в постоянное, он без особого труда привлёк на свою сторону большинство баронов, имевших владения на землях епархии. При этом несколько крупных местных баронов (Роберт де Брюс, Бернард де Баллиол, Гуго де Морвиль, Юстас Фиц-Джон) в это время входили в окружение Давида I и поддержали Комина из-за того, что его действия поддерживал шотландский король. Также Комину удалось привлечь на свою сторону одного из даремских архидиаконов по имени Роберт, но другой архидиакон, Раннульф, и настоятель Даремского монастыря Роджер, несмотря на оказанное на них давление, отказались поддержать Уильяма.
Чтобы стать законным епископом, нужны были формальные выборы, но противники Комина указывали, что никакие выборы не будут каноничными, если не будут соблюдены положенные в этом случае процедуры. Сначала специально уполномоченные лица должны были сделать уведомление о выборах, затем их должен был одобрить епископ Генри Уинчестерский, который в это время был папским легатом, и архиепископ Йорка, который считался митрополитом — главой материнской для Даремской епархии церкви. В итоге соперники Уильяма в 1141—1143 годах всячески сопротивлялись его требованиям, отказываясь действовать без одобрения легата, с помощью которого в итоге и были проведены каноничные выборы. При этом архиепископ Йорка в указанный период никак не вмешивался в спор за Даремскую кафедру. Связано это было, судя по всему, с тем, что после смерти в 1140 году архиепископа Турстана выборы его преемника были столь же спорными, как и в Дареме.
Позиции Уильяма упрочились, когда в 1141 году в Дарем прибыл Давид I, который объявил, что кандидатура Комина была утверждена императрицей Матильдой. В этот период шотландский король открыто выступил на стороне императрицы Матильды, нарушив договор 1139 года. Ещё в феврале Стефан потерпел поражение в битве при Линкольне и попал в плен, после чего в июне Матильда была коронована в Лондоне как королева Англии. Шотландский король и Уильям летом 1141 года занимали видное место при дворе королевы. Когда Даремская делегация прибыла к ней, Матильда посоветовала избрать епископом Комина. Однако папский легат в это время отсутствовал, поэтому рассмотрение дела об избрании епископа было отложено.
Папский легат Генри Уинчестерский был известен поддержкой папских притязаний на церковную власть в Англии и стойкой защитой канонических процедур. Когда он прибыл в Дарем, то архидиакон Раннульф предупредил его о махинациях Комина, поэтому тот поддержал противников кандидата, постановив, что Уильям не будет утверждён епископом, если не будут проведены канонические выборы. Императрицу Матильду это не остановило, она была готова утвердить Комина епископом, но в день, когда она должна была официально передать ему епископский посох и кольцо, произошло восстание лондонцев, вынудившее её покинуть город. С ней бежали Давид I и Уильям.
Прибыв в Дарем, Уильям вновь попытался убедить настоятеля Роджера и архидиакона Раннульфа поддержать его, но те опять отказались. Шотландский же король вернулся в это время в своё королевство. Комина он утвердил в качестве кастеляна Даремского замка. Однако тот, по словам продолжателя Симеона Даремского, стал действовать не как кастелян, а как если бы уже был поставлен епископом: принял оммаж от баронов епископства, кроме Роджера Коньерса, который в 1141—1144 годах был его самым ярым противником, а также заставил присягнуть на верность жителей Дарема. Архидиакон Раннульф, который так и не подчинился воле Комина, был изгнан из Дарема, а его имущество было разграблено. С большим трудом ему удалось добраться до Йорка, откуда он отправился к королю Стефану и легату, изложив им свои претензии. После этого Генри Уинчестерский предал Уильяма анафеме и объявил об отлучении его от церкви. Раннульфа он отправил в капитул Йорка, где тот обнародовал приговор. Впрочем, Комина это мало беспокоило, в это время он пытался умиротворить монахов в Дареме.
К этому времени шотландский король начал сомневаться в том, что Комин сможет утвердиться в Дареме. В 1142 году в Дареме побывал аббат Роксбурга Герберт, чтобы посмотреть, не будет ли для даремского капитула его кандидатура предпочтительнее в качестве епископа. Там он встречался с четырьмя ведущими официальными лицами, но успеха, судя по всему, не добился.
В то время как сопротивление Комину в Дареме нарастало, его решимость стать епископом, похоже, только увеличивалась. Продолжатель Симеона Даремского сообщает о том, что Уильям предпринял коварный план, в который втянул бродячего цистерцианского монаха. Тот ненадолго покинул Дарем, якобы отправившись к папскому двору, а когда вернулся, привёз поддельное письмо папы римского Иннокентия II с поддельной печатью, очень похожей на римскую. В нём было сказано, что папа рад избранию Комина епископом и предписывал своему легату Генри Уинчестерскому не препятствовать ему. Это письмо Уильям предъявил капитулу. Дальше монах отправился в Шотландию с другим поддельным папским письмом, в котором Давида I просили помочь императрице Матильде и епископу Комину в их требованиях. Судя по всему, в этот период шотландский король не особо охотно вмешивался в английские дела. Хотя он номинально продолжал поддерживать Матильду, но Стефан после своего освобождения оказался в более сильной позиции. В результате территориальные амбиции Давида I в Северной Англии потерпели неудачу. Визит аббата Герберта также показал, что поддержка Комина уменьшилась. Первоначально уловка удалась: шотландский король посчитал письмо подлинным, приказал зарегистрировать, а монаха наградил. Однако аббат Мелроуза Ричард заподозрил обман, задержал монаха и заставил его признаться в мошенничестве, а также соучастии в нём Комина. В результате Давид I, судя по всему, дистанцировался от Уильяма, перестав оказывать ему поддержку, поэтому в дальнейшем тот действовал как независимый авантюрист.
Даремские хронисты этого времени подчёркивают безжалостность Комина, а «Хроника Мелроза» сообщает, что Комин «со слепым честолюбием» пытался стать епископом. Но его дела в Дареме шли не очень хорошо. Один из его главных противников, настоятель Роджер, смог бежать из-под стражи, отправившись к легату. После этого Уильям отказался от какого-то подобия терпимости к монахам, начал с ними обращаться жестоко. Вход в монастырь строго охранялся, чтобы никто не мог туда попасть, а также препятствовал поставке в него продовольствия. В Норталлертоне он построил замок, охранять который поставил своего племянника Уильяма. Также он договорился о браке племянника с племянницей графа Вильгельма Омальского — могущественного йоркширского землевладельца, которого современники называли почти королём Северной Англии. Таким образом Уильям мог осуществлять больший контроль над йоркширскими поместьями епархии. В его распоряжении также находилась печать капитула, которую от использовал, когда ему это было нужно.
Несмотря на тактику запугивания, Уильям не смог предотвратить в 1143 году канонические выборы. Приор Роджер и архидиакон Раннульф отправили посольство к папе Иннокентию II, которое вернулось из Рима с инструкциями, как противостоять Комину. Согласно им, выборы нового епископа должны были состояться в течение 40 дней после получения письма либо в Дареме, либо в Йорке, либо в каком-то соседнем городе. Уильям узнал об этих действиях и попытался сорвать выборы, заблокировав дороги в Йоркшире. Ему удалось захватить или отпугнуть некоторых выборщиков, но собрание, хотя и малочисленное, всё же состоялось. В результате, несмотря на полученное от Комина письмо с печатью капитула, запрещающее выборы, епископом единогласно выбрали декана Йорка Уильяма де Сент-Барба. Сам он в это время находился на соборе в Лондоне, известие об избрании он получил в Уинтрингеме. Пусть и с неохотой, но Уильям из Сент-Барбары согласился на избрание и 20 июня 1143 года был рукоположен Генри Уинчестерским, хотя Комин снова отправил письмо с печатью Даремского капитула, запрещающее рукоположение епископа. Затем Уильяма Комина и его сторонников отлучили от церкви, а сам он был лишён должности архидиакона в Вустере.
Однако ещё в течение года Комин продолжал удерживать Дарем. В этой борьбе погибли его племянники Уильям и Осберн. Только в 1144 году Уильям Комин согласился уступить кафедру Уильяму из Сент-Барбары, который к тому моменту получил поддержку от Генриха Хантингдонского. В обмен на отказ от претензий его оставшийся в живых племянник Ричард Комин получил феодальную баронию и замок Ричмонд.

## Последние годы и наследство
После освобождения из плена, где он подвергся жестокому обращению со стороны Ричарда де Лювето, Уильям попытался перезапустить свою карьеру в Англии, где он получил поддержку от Гилберта Фолио, аббата Глостера. К 1146 году он оказался в фаворе у архиепископа Кентерберийского Теобальда, который около 1152 года настоял на отпущении его грехов перед папой. Кроме того, Уильям пользовался благосклонностью анжуйцев — противников короля Стефана. Благодаря этому Комин начал возвращать себе бенефиции в Англии. Имя Уильяма присутствует на ряде хартий Генриха Анжуйского, ставшего в 1154 году новым королём Англии, датированных 1153—1156 годами. К 1156—1157 годам он вновь стал архидиаконом Вустера, сохранив его до самой смерти.
Уильям умер около 1160 года. Благодаря тому, что он пользовался благосклонностью шотландской королевской семьи, Комин смог обеспечить светское состояние своему племяннику Ричарду в Тайндейле (Нортумберленд) и Южной Шотландии, ставшее основой для возвышения в Шотландии рода Коминов, ставшего самой могущественной баронской семьёй королевства в XIII веке.